# Bagnik przybrzeżny
Bagnik przybrzeżny (Dolomedes fimbriatus) – gatunek dużego pająka z rodziny darownikowatych (Pisauridae).

## Morfologia
Osiąga do 22 mm długości (wraz z odnóżami do 7 cm). Samice nieco większe od samców. Ubarwienie brązowe z charakterystycznymi dwoma białymi pasami po bokach głowotułowia i odwłoka.

## Siedliska
Żyje w bezpośredniej bliskości wody (brzegi rzek i jezior, podmokłe łąki, lasy bagienne), umie poruszać się po jej powierzchni oraz nurkować.

## Pożywienie
Żywi się wodnymi owadami oraz rybami do wielkości ciernika, kijankami, a nawet dorosłymi żabami. Nie buduje sieci, poluje aktywnie.

## Występowanie
W zachodniej Europie gatunek ten jest bardzo rzadki, w wielu rejonach wymarły, natomiast w Polsce wciąż stosunkowo liczny. Występuje również – choć w niezbyt dużej ilości – w Azji i na północy Afryki.
Pokrewnym gatunkiem jest bagnik nadwodny (Dolomedes plantarius), osiągający takie same rozmiary i żyjący w zbliżonych biotopach, lecz znacznie rzadszy.